# Copa Verde de Futebol de 2015
A Copa Verde de 2015 foi a segunda edição da competição de futebol realizada entre clubes dos estados da região Norte e da região Centro-Oeste (com exceção de Goiás) brasileiros, além do estado do Espírito Santo.
A competição contou com 16 times participantes, que foram escolhidos a partir de seu desempenho nos campeonatos estaduais. A quantidade de representantes por estado foi definida pelo Ranking da CBF, que distribuiu para essa edição três vagas para o estado do Pará, duas para os estados do Amazonas, do Mato Grosso e o Distrito Federal e uma para os demais estados participantes.
Na decisão entre Cuiabá e Remo, o título ficou com a equipe mato-grossense. Após sofrer uma goleada de 4–1 na primeira partida, em Belém, o Cuiabá conseguiu reverter o placar no jogo de volta com uma vitória por 5–1, em Cuiabá. O torneio teve como atrativo principal uma vaga para a Copa Sul-Americana de 2016, oferecida ao campeão. Segundo a CBF, a vaga ao torneio continental visa a ascensão dos times da região.

## Lançamento
O lançamento oficial da competição foi realizado no dia 27 de janeiro de 2015 (terça-feira) na sede da CBF, no Rio de Janeiro. Com a presença do presidente da CBF, José Maria Marin, do presidente eleito, Marco Polo Del Nero, do técnico da Seleção Brasileira, Dunga, do coordenador de seleções, Gilmar Rinaldi, e dos presidentes das federações dos estados participantes, foi dada a largada para a competição que inicia em fevereiro.
O evento começou com o apresentador do Esporte Interativo André Henning falando sobre a primeira edição da Copa Verde, em 2014 e explicando como seria a forma de disputa deste ano: mata-mata desde a sua primeira fase, com oito jogos de ida e de volta. Desses, avançam oito times para as quartas de final; depois, quatro para as semifinais e dois para a decisão.
As federações com clubes participantes enviaram representantes para o lançamento da Copa Verde de 2015: Antônio Aquino, presidente da Federação de Futebol do Acre; Antônio Roberto Goés, presidente da Federação Amapaense de Futebol; Jozafá Dantas, presidente da Federação Brasiliense de Futebol; Gustavo Vieira, diretor e presidente eleito da Federação de Futebol do Espírito Santo; Romeu Castro, vice-presidente da Federação de Futebol do Mato Grosso do Sul; Helmute Lawish, presidente em exercício da Federação Mato-Grossense de Futebol; Antônio Carlos Nunes, presidente da Federação Paraense de Futebol; Heitor Costa, presidente da Federação de Futebol do Estado de Rondônia, e Leomar Quintanilha, presidente da Federação Tocantinense de Futebol.
Depois de agradecer a presença de todos os presidentes de federação, André Henning convidou o presidente Marin e o presidente eleito Marco Polo para falar sobre a Copa Verde.
- Estou muito feliz com mais esta edição da Copa Verde. Por maior que fosse o esforço da CBF, das federações e dos clubes, seria difícil alcançar esse sucesso sem a ajuda do Esporte Interativo e dos torcedores, que lotaram os estádios em 2014 - disse o presidente Marin.
- Nós já tínhamos criado a Copa do Nordeste, mas faltava uma parte do país ser beneficiada com a grandeza do futebol nacional. Acreditamos que o futebol é um bem do Brasil inteiro e é isso que estamos fazendo - ressaltou o presidente eleito Marco Polo.

## Transmissão
Em parceria com a CBF no custeio das despesas dos times na competição, o canal Esporte Interativo ficou a cargo das transmissões dos principais jogos.

## Participantes
| UF                 | Clube                | Cidade                  | Forma de Classificação             | Estádio (mando)    | Capacidade | Títulos        |
| ------------------ | -------------------- | ----------------------- | ---------------------------------- | ------------------ | ---------- | -------------- |
| Acre               | Rio Branco-AC        | Rio Branco              | Campeão do Estadual 2014           | Arena da Floresta  | 20 000     | 0 (não possui) |
| Amapá              | Santos-AP            | Macapá                  | Campeão do Estadual 2014           | Zerão              | 10 000     | 0 (não possui) |
| Amazonas           | Nacional-AM          | Manaus                  | Campeão do Estadual 2014           | Arena da Amazônia  | 42 374     | 0 (não possui) |
| Amazonas           | Princesa do Solimões | Manacapuru              | Vice-campeão do Estadual 2014      | Gilbertão          | 15 000     | 0 (não possui) |
| Distrito Federal   | Luziânia             | Luziânia                | Campeão do Metropolitano 2014      | Zequinha Roriz     | 21 564     | 0 (não possui) |
| Distrito Federal   | Brasília             | Brasília                | Vice-campeão do Metropolitano 2014 | Mané Garrincha     | 72 788     | 1 (2014)       |
| Espírito Santo     | Estrela do Norte     | Cachoeiro de Itapemirim | Campeão do Estadual 2014           | Estádio do Sumaré  | 5 000      | 0 (não possui) |
| Mato Grosso        | Cuiabá               | Cuiabá                  | Campeão do Estadual 2014           | Arena Pantanal     | 42 968     | 0 (não possui) |
| Mato Grosso        | Luverdense           | Lucas do Rio Verde      | Vice-campeão do Estadual 2014      | Passo das Emas     | 10 000     | 0 (não possui) |
| Mato Grosso do Sul | CENE                 | Campo Grande            | Campeão do Estadual 2014           | Olho do Furacão    | 24 000     | 0 (não possui) |
| Pará               | Remo                 | Belém                   | Campeão do Estadual 2014           | Baenão             | 20 000     | 0 (não possui) |
| Pará               | Paysandu             | Belém                   | Vice-campeão do Estadual 2014      | Curuzu             | 16 000     | 0 (não possui) |
| Pará               | Independente-PA      | Tucuruí                 | 3º colocado do Estadual 2014       | Navegantão         | 8 200      | 0 (não possui) |
| Rondônia           | Vilhena              | Vilhena                 | Campeão do Estadual 2014           | Portal da Amazônia | 5 000      | 0 (não possui) |
| Roraima            | São Raimundo         | Boa Vista               | Campeão do Estadual 2014           | Ribeirão           | 3 000      | 0 (não possui) |
| Tocantins          | Tocantinópolis       | Tocantinópolis          | Vice-campeão do Estadual 2014      | Ribeirão           | 10 000     | 0 (não possui) |

## Estádios
| | CENE | Estrela do Norte | Independente-PA | Tocantinópolis |                    |
| --- | --- | --- | --- | --- | ------------------ |
| Olho do Furacão | Estádio do Sumaré | Navegantão | Ribeirão | |                    |
| Capacidade: 2 400 | Capacidade: 5 000 | Capacidade: 8 200 | Capacidade: 10 000 | |                    |
| Brasília | \| Brasília CENE Cuiabá Estrela do Norte Independente-PA Tocantinópolis Luverdense Luziânia Nacional-AM Paysandu Princesa do Solimões Remo Rio Branco-AC Santos-AP São Raimundo VilhenaLocalização das equipes participantes da Copa Verde 2015. \| | \| Brasília CENE Cuiabá Estrela do Norte Independente-PA Tocantinópolis Luverdense Luziânia Nacional-AM Paysandu Princesa do Solimões Remo Rio Branco-AC Santos-AP São Raimundo VilhenaLocalização das equipes participantes da Copa Verde 2015. \| | \| Brasília CENE Cuiabá Estrela do Norte Independente-PA Tocantinópolis Luverdense Luziânia Nacional-AM Paysandu Princesa do Solimões Remo Rio Branco-AC Santos-AP São Raimundo VilhenaLocalização das equipes participantes da Copa Verde 2015. \| | \| Brasília CENE Cuiabá Estrela do Norte Independente-PA Tocantinópolis Luverdense Luziânia Nacional-AM Paysandu Princesa do Solimões Remo Rio Branco-AC Santos-AP São Raimundo VilhenaLocalização das equipes participantes da Copa Verde 2015. \| | Cuiabá             |
| Mané Garrincha | \| Brasília CENE Cuiabá Estrela do Norte Independente-PA Tocantinópolis Luverdense Luziânia Nacional-AM Paysandu Princesa do Solimões Remo Rio Branco-AC Santos-AP São Raimundo VilhenaLocalização das equipes participantes da Copa Verde 2015. \| | \| Brasília CENE Cuiabá Estrela do Norte Independente-PA Tocantinópolis Luverdense Luziânia Nacional-AM Paysandu Princesa do Solimões Remo Rio Branco-AC Santos-AP São Raimundo VilhenaLocalização das equipes participantes da Copa Verde 2015. \| | \| Brasília CENE Cuiabá Estrela do Norte Independente-PA Tocantinópolis Luverdense Luziânia Nacional-AM Paysandu Princesa do Solimões Remo Rio Branco-AC Santos-AP São Raimundo VilhenaLocalização das equipes participantes da Copa Verde 2015. \| | \| Brasília CENE Cuiabá Estrela do Norte Independente-PA Tocantinópolis Luverdense Luziânia Nacional-AM Paysandu Princesa do Solimões Remo Rio Branco-AC Santos-AP São Raimundo VilhenaLocalização das equipes participantes da Copa Verde 2015. \| | Arena Pantanal     |
| Capacidade: 72 788 | \| Brasília CENE Cuiabá Estrela do Norte Independente-PA Tocantinópolis Luverdense Luziânia Nacional-AM Paysandu Princesa do Solimões Remo Rio Branco-AC Santos-AP São Raimundo VilhenaLocalização das equipes participantes da Copa Verde 2015. \| | \| Brasília CENE Cuiabá Estrela do Norte Independente-PA Tocantinópolis Luverdense Luziânia Nacional-AM Paysandu Princesa do Solimões Remo Rio Branco-AC Santos-AP São Raimundo VilhenaLocalização das equipes participantes da Copa Verde 2015. \| | \| Brasília CENE Cuiabá Estrela do Norte Independente-PA Tocantinópolis Luverdense Luziânia Nacional-AM Paysandu Princesa do Solimões Remo Rio Branco-AC Santos-AP São Raimundo VilhenaLocalização das equipes participantes da Copa Verde 2015. \| | \| Brasília CENE Cuiabá Estrela do Norte Independente-PA Tocantinópolis Luverdense Luziânia Nacional-AM Paysandu Princesa do Solimões Remo Rio Branco-AC Santos-AP São Raimundo VilhenaLocalização das equipes participantes da Copa Verde 2015. \| | Capacidade: 42 496 |
| | \| Brasília CENE Cuiabá Estrela do Norte Independente-PA Tocantinópolis Luverdense Luziânia Nacional-AM Paysandu Princesa do Solimões Remo Rio Branco-AC Santos-AP São Raimundo VilhenaLocalização das equipes participantes da Copa Verde 2015. \| | \| Brasília CENE Cuiabá Estrela do Norte Independente-PA Tocantinópolis Luverdense Luziânia Nacional-AM Paysandu Princesa do Solimões Remo Rio Branco-AC Santos-AP São Raimundo VilhenaLocalização das equipes participantes da Copa Verde 2015. \| | \| Brasília CENE Cuiabá Estrela do Norte Independente-PA Tocantinópolis Luverdense Luziânia Nacional-AM Paysandu Princesa do Solimões Remo Rio Branco-AC Santos-AP São Raimundo VilhenaLocalização das equipes participantes da Copa Verde 2015. \| | \| Brasília CENE Cuiabá Estrela do Norte Independente-PA Tocantinópolis Luverdense Luziânia Nacional-AM Paysandu Princesa do Solimões Remo Rio Branco-AC Santos-AP São Raimundo VilhenaLocalização das equipes participantes da Copa Verde 2015. \| |                    |
| Nacional-AM | \| Brasília CENE Cuiabá Estrela do Norte Independente-PA Tocantinópolis Luverdense Luziânia Nacional-AM Paysandu Princesa do Solimões Remo Rio Branco-AC Santos-AP São Raimundo VilhenaLocalização das equipes participantes da Copa Verde 2015. \| | \| Brasília CENE Cuiabá Estrela do Norte Independente-PA Tocantinópolis Luverdense Luziânia Nacional-AM Paysandu Princesa do Solimões Remo Rio Branco-AC Santos-AP São Raimundo VilhenaLocalização das equipes participantes da Copa Verde 2015. \| | \| Brasília CENE Cuiabá Estrela do Norte Independente-PA Tocantinópolis Luverdense Luziânia Nacional-AM Paysandu Princesa do Solimões Remo Rio Branco-AC Santos-AP São Raimundo VilhenaLocalização das equipes participantes da Copa Verde 2015. \| | \| Brasília CENE Cuiabá Estrela do Norte Independente-PA Tocantinópolis Luverdense Luziânia Nacional-AM Paysandu Princesa do Solimões Remo Rio Branco-AC Santos-AP São Raimundo VilhenaLocalização das equipes participantes da Copa Verde 2015. \| | Paysandu           |
| Arena da Amazônia | \| Brasília CENE Cuiabá Estrela do Norte Independente-PA Tocantinópolis Luverdense Luziânia Nacional-AM Paysandu Princesa do Solimões Remo Rio Branco-AC Santos-AP São Raimundo VilhenaLocalização das equipes participantes da Copa Verde 2015. \| | \| Brasília CENE Cuiabá Estrela do Norte Independente-PA Tocantinópolis Luverdense Luziânia Nacional-AM Paysandu Princesa do Solimões Remo Rio Branco-AC Santos-AP São Raimundo VilhenaLocalização das equipes participantes da Copa Verde 2015. \| | \| Brasília CENE Cuiabá Estrela do Norte Independente-PA Tocantinópolis Luverdense Luziânia Nacional-AM Paysandu Princesa do Solimões Remo Rio Branco-AC Santos-AP São Raimundo VilhenaLocalização das equipes participantes da Copa Verde 2015. \| | \| Brasília CENE Cuiabá Estrela do Norte Independente-PA Tocantinópolis Luverdense Luziânia Nacional-AM Paysandu Princesa do Solimões Remo Rio Branco-AC Santos-AP São Raimundo VilhenaLocalização das equipes participantes da Copa Verde 2015. \| | Curuzu             |
| Capacidade: 42 374 | \| Brasília CENE Cuiabá Estrela do Norte Independente-PA Tocantinópolis Luverdense Luziânia Nacional-AM Paysandu Princesa do Solimões Remo Rio Branco-AC Santos-AP São Raimundo VilhenaLocalização das equipes participantes da Copa Verde 2015. \| | \| Brasília CENE Cuiabá Estrela do Norte Independente-PA Tocantinópolis Luverdense Luziânia Nacional-AM Paysandu Princesa do Solimões Remo Rio Branco-AC Santos-AP São Raimundo VilhenaLocalização das equipes participantes da Copa Verde 2015. \| | \| Brasília CENE Cuiabá Estrela do Norte Independente-PA Tocantinópolis Luverdense Luziânia Nacional-AM Paysandu Princesa do Solimões Remo Rio Branco-AC Santos-AP São Raimundo VilhenaLocalização das equipes participantes da Copa Verde 2015. \| | \| Brasília CENE Cuiabá Estrela do Norte Independente-PA Tocantinópolis Luverdense Luziânia Nacional-AM Paysandu Princesa do Solimões Remo Rio Branco-AC Santos-AP São Raimundo VilhenaLocalização das equipes participantes da Copa Verde 2015. \| | Capacidade: 16 000 |
| | \| Brasília CENE Cuiabá Estrela do Norte Independente-PA Tocantinópolis Luverdense Luziânia Nacional-AM Paysandu Princesa do Solimões Remo Rio Branco-AC Santos-AP São Raimundo VilhenaLocalização das equipes participantes da Copa Verde 2015. \| | \| Brasília CENE Cuiabá Estrela do Norte Independente-PA Tocantinópolis Luverdense Luziânia Nacional-AM Paysandu Princesa do Solimões Remo Rio Branco-AC Santos-AP São Raimundo VilhenaLocalização das equipes participantes da Copa Verde 2015. \| | \| Brasília CENE Cuiabá Estrela do Norte Independente-PA Tocantinópolis Luverdense Luziânia Nacional-AM Paysandu Princesa do Solimões Remo Rio Branco-AC Santos-AP São Raimundo VilhenaLocalização das equipes participantes da Copa Verde 2015. \| | \| Brasília CENE Cuiabá Estrela do Norte Independente-PA Tocantinópolis Luverdense Luziânia Nacional-AM Paysandu Princesa do Solimões Remo Rio Branco-AC Santos-AP São Raimundo VilhenaLocalização das equipes participantes da Copa Verde 2015. \| |                    |
| Rio Branco-AC | \| Brasília CENE Cuiabá Estrela do Norte Independente-PA Tocantinópolis Luverdense Luziânia Nacional-AM Paysandu Princesa do Solimões Remo Rio Branco-AC Santos-AP São Raimundo VilhenaLocalização das equipes participantes da Copa Verde 2015. \| | \| Brasília CENE Cuiabá Estrela do Norte Independente-PA Tocantinópolis Luverdense Luziânia Nacional-AM Paysandu Princesa do Solimões Remo Rio Branco-AC Santos-AP São Raimundo VilhenaLocalização das equipes participantes da Copa Verde 2015. \| | \| Brasília CENE Cuiabá Estrela do Norte Independente-PA Tocantinópolis Luverdense Luziânia Nacional-AM Paysandu Princesa do Solimões Remo Rio Branco-AC Santos-AP São Raimundo VilhenaLocalização das equipes participantes da Copa Verde 2015. \| | \| Brasília CENE Cuiabá Estrela do Norte Independente-PA Tocantinópolis Luverdense Luziânia Nacional-AM Paysandu Princesa do Solimões Remo Rio Branco-AC Santos-AP São Raimundo VilhenaLocalização das equipes participantes da Copa Verde 2015. \| | Vilhena            |
| Arena da Floresta | \| Brasília CENE Cuiabá Estrela do Norte Independente-PA Tocantinópolis Luverdense Luziânia Nacional-AM Paysandu Princesa do Solimões Remo Rio Branco-AC Santos-AP São Raimundo VilhenaLocalização das equipes participantes da Copa Verde 2015. \| | \| Brasília CENE Cuiabá Estrela do Norte Independente-PA Tocantinópolis Luverdense Luziânia Nacional-AM Paysandu Princesa do Solimões Remo Rio Branco-AC Santos-AP São Raimundo VilhenaLocalização das equipes participantes da Copa Verde 2015. \| | \| Brasília CENE Cuiabá Estrela do Norte Independente-PA Tocantinópolis Luverdense Luziânia Nacional-AM Paysandu Princesa do Solimões Remo Rio Branco-AC Santos-AP São Raimundo VilhenaLocalização das equipes participantes da Copa Verde 2015. \| | \| Brasília CENE Cuiabá Estrela do Norte Independente-PA Tocantinópolis Luverdense Luziânia Nacional-AM Paysandu Princesa do Solimões Remo Rio Branco-AC Santos-AP São Raimundo VilhenaLocalização das equipes participantes da Copa Verde 2015. \| | Portal da Amazônia |
| Capacidade: 20 000 | \| Brasília CENE Cuiabá Estrela do Norte Independente-PA Tocantinópolis Luverdense Luziânia Nacional-AM Paysandu Princesa do Solimões Remo Rio Branco-AC Santos-AP São Raimundo VilhenaLocalização das equipes participantes da Copa Verde 2015. \| | \| Brasília CENE Cuiabá Estrela do Norte Independente-PA Tocantinópolis Luverdense Luziânia Nacional-AM Paysandu Princesa do Solimões Remo Rio Branco-AC Santos-AP São Raimundo VilhenaLocalização das equipes participantes da Copa Verde 2015. \| | \| Brasília CENE Cuiabá Estrela do Norte Independente-PA Tocantinópolis Luverdense Luziânia Nacional-AM Paysandu Princesa do Solimões Remo Rio Branco-AC Santos-AP São Raimundo VilhenaLocalização das equipes participantes da Copa Verde 2015. \| | \| Brasília CENE Cuiabá Estrela do Norte Independente-PA Tocantinópolis Luverdense Luziânia Nacional-AM Paysandu Princesa do Solimões Remo Rio Branco-AC Santos-AP São Raimundo VilhenaLocalização das equipes participantes da Copa Verde 2015. \| | Capacidade: 5 000  |
| | \| Brasília CENE Cuiabá Estrela do Norte Independente-PA Tocantinópolis Luverdense Luziânia Nacional-AM Paysandu Princesa do Solimões Remo Rio Branco-AC Santos-AP São Raimundo VilhenaLocalização das equipes participantes da Copa Verde 2015. \| | \| Brasília CENE Cuiabá Estrela do Norte Independente-PA Tocantinópolis Luverdense Luziânia Nacional-AM Paysandu Princesa do Solimões Remo Rio Branco-AC Santos-AP São Raimundo VilhenaLocalização das equipes participantes da Copa Verde 2015. \| | \| Brasília CENE Cuiabá Estrela do Norte Independente-PA Tocantinópolis Luverdense Luziânia Nacional-AM Paysandu Princesa do Solimões Remo Rio Branco-AC Santos-AP São Raimundo VilhenaLocalização das equipes participantes da Copa Verde 2015. \| | \| Brasília CENE Cuiabá Estrela do Norte Independente-PA Tocantinópolis Luverdense Luziânia Nacional-AM Paysandu Princesa do Solimões Remo Rio Branco-AC Santos-AP São Raimundo VilhenaLocalização das equipes participantes da Copa Verde 2015. \| |                    |
| Luverdense | Luziânia | Princesa do Solimões | Remo | Santos-AP | São Raimundo-RR    |
| Passo das Emas | Zequinha Roriz | Gilbertão | Baenão | Zerão | Ribeirão           |
| Capacidade: 10 000 | Capacidade: 21 564 | Capacidade: 15 000 | Capacidade: 20 000 | Capacidade: 10 000 | Capacidade: 3 000  |
| Brasília CENE Cuiabá Estrela do Norte Independente-PA Tocantinópolis Luverdense Luziânia Nacional-AM Paysandu Princesa do Solimões Remo Rio Branco-AC Santos-AP São Raimundo VilhenaLocalização das equipes participantes da Copa Verde 2015. | | | | |                    |

## Folha salarial
Reflexo das diferenças existentes num país de dimensões continentais como o Brasil, a Copa Verde tem times tradicionais como Remo, Nacional-AM e Paysandu e outros menos conhecidos como Independente-PA, Santos-AP e Tocantinópolis. Com investimentos modestos, a média da folha salarial dos participantes é de R$ 132 mil. O maior gasto com elenco, ao início da competição, era do Paysandu, cerca de R$ 400 mil por mês. Por sua vez, a folha salarial do São Raimundo-RR girava em torno de R$ 25 mil; o clube não tem receita e sobrevive de verbas da CBF para competições como a Copa Verde e a Copa do Brasil, além de incentivos da própria Federação Roraimense.
| Nº | Clube                | Folha Salarial |
| -- | -------------------- | -------------- |
| 1  | Paysandu             | R$ 400 mil     |
| 2  | Remo                 | R$ 300 mil     |
| 2  | Nacional-AM          | R$ 300 mil     |
| 4  | Cuiabá               | R$ 150 mil     |
| 4  | Luverdense           | R$ 150 mil     |
| 6  | Brasília             | R$ 120 mil     |
| 7  | Santos-AP            | R$ 110 mil     |
| 8  | Estrela do Norte     | R$ 100 mil     |
| 8  | Independente-PA      | R$ 100 mil     |
| 10 | Vilhena              | R$ 80 mil      |
| 11 | Princesa do Solimões | R$ 70 mil      |
| 11 | Luziânia             | R$ 70 mil      |
| 13 | Tocantinópolis       | R$ 60 mil      |
| 14 | CENE                 | R$ 50 mil      |
| 15 | Rio Branco-AC        | R$ 40 mil      |
| 16 | São Raimundo-RR      | R$ 25 mil      |

## Confrontos
A tabela dos confrontos foi divulgada pela CBF em 27 de outubro.
Em itálico, os times que possuem o mando de campo no primeiro jogo do confronto e em negrito os times classificados.
|  | Oitavas de final       | Oitavas de final    | Oitavas de final    | Oitavas de final    |       |                      | Quartas de final | Quartas de final | Quartas de final | Quartas de final |  |            | Semifinais      | Semifinais      | Semifinais      | Semifinais      |      |   | Final                   | Final                   | Final                   | Final                   |
|  | 8 a 23 de fevereiro    | 8 a 23 de fevereiro | 8 a 23 de fevereiro | 8 a 23 de fevereiro |       |                      | 7 a 22 de março  | 7 a 22 de março  | 7 a 22 de março  | 7 a 22 de março  |  |            | 4 a 18 de abril | 4 a 18 de abril | 4 a 18 de abril | 4 a 18 de abril |      |   | 30 de abril e 7 de maio | 30 de abril e 7 de maio | 30 de abril e 7 de maio | 30 de abril e 7 de maio |
|  |                        |                     |                     |                     |       |                      |                  |                  |                  |                  |  |            |                 |                 |                 |                 |      |   |                         |                         |                         |                         |
|  | Santos-AP              | 1                   | 0                   | 1                   |       |                      |                  |                  |                  |                  |  |            |                 |                 |                 |                 |      |   |                         |                         |                         |                         |
|  | Paysandu               | 1                   | 2                   | 3                   |       |                      |                  |                  |                  |                  |  |            |                 |                 |                 |                 |      |   |                         |                         |                         |                         |
|  | Paysandu               | 1                   | 2                   | 3                   |       | Paysandu             | 4                | 1                | 5                |                  |  |            |                 |                 |                 |                 |      |   |                         |                         |                         |                         |
|  |                        |                     |                     |                     |       | Paysandu             | 4                | 1                | 5                |                  |  |            |                 |                 |                 |                 |      |   |                         |                         |                         |                         |
|  |                        | Nacional-AM         | 1                   | 1                   | 2     |                      |                  |                  |                  |                  |  |            |                 |                 |                 |                 |      |   |                         |                         |                         |                         |
|  | Vilhena                | Nacional-AM         | 1                   | 1                   | 2     | 0                    | 1                | 1                |                  |                  |  |            |                 |                 |                 |                 |      |   |                         |                         |                         |                         |
|  | Vilhena                |                     |                     |                     |       | 0                    | 1                | 1                |                  |                  |  |            |                 |                 |                 |                 |      |   |                         |                         |                         |                         |
|  | Nacional-AM            | 1                   | 1                   | 2                   |       |                      |                  |                  |                  |                  |  |            |                 |                 |                 |                 |      |   |                         |                         |                         |                         |
|  | Nacional-AM            | 1                   | 1                   | 2                   |       |                      |                  |                  |                  |                  |  | Paysandu   | 2               | 0               | 2 (4)           |                 |      |   |                         |                         |                         |                         |
|  |                        |                     |                     |                     |       |                      |                  |                  |                  |                  |  | Paysandu   | 2               | 0               | 2 (4)           |                 |      |   |                         |                         |                         |                         |
|  |                        | Remo (pen)          | 0                   | 2                   | 2 (5) |                      |                  |                  |                  |                  |  |            |                 |                 |                 |                 |      |   |                         |                         |                         |                         |
|  | São Raimundo-RR        | Remo (pen)          | 0                   | 2                   | 2 (5) | 0                    | 0                | 0                |                  |                  |  |            |                 |                 |                 |                 |      |   |                         |                         |                         |                         |
|  | São Raimundo-RR        |                     |                     |                     |       | 0                    | 0                | 0                |                  |                  |  |            |                 |                 |                 |                 |      |   |                         |                         |                         |                         |
|  | Princesa do Solimões   | 2                   | 2                   | 4                   |       |                      |                  |                  |                  |                  |  |            |                 |                 |                 |                 |      |   |                         |                         |                         |                         |
|  | Princesa do Solimões   | 2                   | 2                   | 4                   |       | Princesa do Solimões | 1                | 1                | 2                |                  |  |            |                 |                 |                 |                 |      |   |                         |                         |                         |                         |
|  |                        |                     |                     |                     |       | Princesa do Solimões | 1                | 1                | 2                |                  |  |            |                 |                 |                 |                 |      |   |                         |                         |                         |                         |
|  |                        | Remo                | 2                   | 2                   | 4     |                      |                  |                  |                  |                  |  |            |                 |                 |                 |                 |      |   |                         |                         |                         |                         |
|  | Remo                   | Remo                | 2                   | 2                   | 4     | 2                    | 2                | 4                |                  |                  |  |            |                 |                 |                 |                 |      |   |                         |                         |                         |                         |
|  | Remo                   |                     |                     |                     |       | 2                    | 2                | 4                |                  |                  |  |            |                 |                 |                 |                 |      |   |                         |                         |                         |                         |
|  | Rio Branco-AC          | 0                   | 0                   | 0                   |       |                      |                  |                  |                  |                  |  |            |                 |                 |                 |                 |      |   |                         |                         |                         |                         |
|  | Rio Branco-AC          | 0                   | 0                   | 0                   |       |                      |                  |                  |                  |                  |  |            |                 |                 |                 |                 | Remo | 4 | 1                       | 5                       |                         |                         |
|  |                        |                     |                     |                     |       |                      |                  |                  |                  |                  |  |            |                 |                 |                 |                 |      | 4 | 1                       | 5                       |                         |                         |
|  |                        | Cuiabá              | 1                   | 5                   | 6     |                      |                  |                  |                  |                  |  |            |                 |                 |                 |                 |      |   |                         |                         |                         |                         |
|  | Tocantinópolis         | Cuiabá              | 1                   | 5                   | 6     | 1                    | 2                | 3                |                  |                  |  |            |                 |                 |                 |                 |      |   |                         |                         |                         |                         |
|  | Tocantinópolis         |                     |                     |                     |       | 1                    | 2                | 3                |                  |                  |  |            |                 |                 |                 |                 |      |   |                         |                         |                         |                         |
|  | Luverdense             | 2                   | 3                   | 5                   |       |                      |                  |                  |                  |                  |  |            |                 |                 |                 |                 |      |   |                         |                         |                         |                         |
|  | Luverdense             | 2                   | 3                   | 5                   |       | Luverdense (gf)      | 1                | 1                | 2                |                  |  |            |                 |                 |                 |                 |      |   |                         |                         |                         |                         |
|  |                        |                     |                     |                     |       | Luverdense (gf)      | 1                | 1                | 2                |                  |  |            |                 |                 |                 |                 |      |   |                         |                         |                         |                         |
|  |                        | Brasília            | 0                   | 2                   | 2     |                      |                  |                  |                  |                  |  |            |                 |                 |                 |                 |      |   |                         |                         |                         |                         |
|  | Independente-PA        | Brasília            | 0                   | 2                   | 2     | 2                    | 0                | 2                |                  |                  |  |            |                 |                 |                 |                 |      |   |                         |                         |                         |                         |
|  | Independente-PA        |                     |                     |                     |       | 2                    | 0                | 2                |                  |                  |  |            |                 |                 |                 |                 |      |   |                         |                         |                         |                         |
|  | Brasília               | 0                   | 4                   | 4                   |       |                      |                  |                  |                  |                  |  |            |                 |                 |                 |                 |      |   |                         |                         |                         |                         |
|  | Brasília               | 0                   | 4                   | 4                   |       |                      |                  |                  |                  |                  |  | Luverdense | 0               | 0               | 0               |                 |      |   |                         |                         |                         |                         |
|  |                        |                     |                     |                     |       |                      |                  |                  |                  |                  |  | Luverdense | 0               | 0               | 0               |                 |      |   |                         |                         |                         |                         |
|  |                        | Cuiabá              | 1                   | 0                   | 1     |                      |                  |                  |                  |                  |  |            |                 |                 |                 |                 |      |   |                         |                         |                         |                         |
|  | Estrela do Norte (pen) | Cuiabá              | 1                   | 0                   | 1     | 1                    | 1                | 2 (4)            |                  |                  |  |            |                 |                 |                 |                 |      |   |                         |                         |                         |                         |
|  | Estrela do Norte (pen) |                     |                     |                     |       | 1                    | 1                | 2 (4)            |                  |                  |  |            |                 |                 |                 |                 |      |   |                         |                         |                         |                         |
|  | Luziânia               | 1                   | 1                   | 2 (3)               |       |                      |                  |                  |                  |                  |  |            |                 |                 |                 |                 |      |   |                         |                         |                         |                         |
|  | Luziânia               | 1                   | 1                   | 2 (3)               |       | Estrela do Norte     | 0                | 1                | 1                |                  |  |            |                 |                 |                 |                 |      |   |                         |                         |                         |                         |
|  |                        |                     |                     |                     |       | Estrela do Norte     | 0                | 1                | 1                |                  |  |            |                 |                 |                 |                 |      |   |                         |                         |                         |                         |
|  |                        | Cuiabá              | 1                   | 1                   | 2     |                      |                  |                  |                  |                  |  |            |                 |                 |                 |                 |      |   |                         |                         |                         |                         |
|  | CENE                   | Cuiabá              | 1                   | 1                   | 2     | 0                    | 1                | 1                |                  |                  |  |            |                 |                 |                 |                 |      |   |                         |                         |                         |                         |
|  | CENE                   |                     |                     |                     |       | 0                    | 1                | 1                |                  |                  |  |            |                 |                 |                 |                 |      |   |                         |                         |                         |                         |
|  | Cuiabá                 | 1                   | 3                   | 4                   |       |                      |                  |                  |                  |                  |  |            |                 |                 |                 |                 |      |   |                         |                         |                         |                         |

### Ida
| 30 de abril | Remo                                                         | 4 – 1 | Cuiabá     | Estádio Mangueirão, Belém                                               |
| 19:40       | Rafael Paty 21' (pen), 44' · Ratinho 33' · Warian Santos 88' |       | 23' Kaique | Público: 34 780 Renda: R$ 976.056,00 Árbitro: TO Alisson Sidnei Furtado |

### Volta
| 7 de maio | Cuiabá                                                          | 5 – 1 | Remo            | Arena Pantanal, Cuiabá                                                          |
| 21:30     | Raphael Luz 24' (pen), 34', 49' (pen) · Nino Guerreiro 41', 80' |       | 73' Val Barreto | Público: 3 315 Renda: R$ 99.640,00 Árbitro: MS Paulo Henrique Schleich Vollkopf |

## Premiação
| Copa Verde de Futebol de 2015 |
| ----------------------------- |
| Cuiabá Campeão (1º título)    |

## Maiores públicos
Esses são os dez maiores públicos da Copa Verde de 2015: 
| Nº | Público[PP] | Mandante    | Placar | Visitante            | Estádio           | Data            | Etapa     | Rodada | Ref.   |
| -- | ----------- | ----------- | ------ | -------------------- | ----------------- | --------------- | --------- | ------ | ------ |
| 1  | 34 780      | Remo        | 4–1    | Cuiabá               | Mangueirão        | 30 de abril     | Final     | Ida    | [ 7 ]  |
| 2  | 21 861      | Remo        | 2–0    | Paysandu             | Mangueirão        | 18 de abril     | Semifinal | Volta  | [ 8 ]  |
| 3  | 16 312      | Paysandu    | 2–0    | Remo                 | Mangueirão        | 5 de abril      | Semifinal | Ida    | [ 9 ]  |
| 4  | 6 982       | Remo        | 2–0    | Rio Branco-AC        | Mangueirão        | 8 de fevereiro  | Oitavas   | Ida    | [ 10 ] |
| 5  | 6 970       | Remo        | 2–1    | Princesa do Solimões | Mangueirão        | 21 de março     | Quartas   | Volta  | [ 11 ] |
| 6  | 6 607       | Paysandu    | 4–1    | Nacional-AM          | Curuzu            | 8 de março      | Quartas   | Ida    | [ 12 ] |
| 7  | 4 570       | Paysandu    | 2–0    | Santos-AP            | Curuzu            | 21 de fevereiro | Oitavas   | Volta  | [ 13 ] |
| 8  | 3 338       | Santos-AP   | 1–1    | Paysandu             | Zerão             | 8 de fevereiro  | Oitavas   | Ida    | [ 14 ] |
| 9  | 3 315       | Cuiabá      | 5–1    | Remo                 | Arena Pantanal    | 7 de maio       | Final     | Volta  | [ 15 ] |
| 10 | 2 794       | Nacional-AM | 1–1    | Paysandu             | Estádio da Colina | 22 de março     | Quartas   | Volta  | [ 16 ] |

- PP. ^ Considera-se apenas o público pagante

## Médias de público
Essas foram as médias de público dos clubes no Campeonato. Considera-se apenas os jogos da equipe como mandante e o público pagante:
| 1. Remo – 17 648 2. Paysandu – 9 163 3. Santos-AP – 3 338 4. Nacional-AM – 2 404 5. Cuiabá – 1 504 6. Independente-PA – 1 199 7. Princesa do Solimões – 1 076 8. Rio Branco-AC – 975 | 1. Tocantinópolis – 861 2. Luziânia – 725 3. Luverdense – 587 4. Estrela do Norte – 450 5. Vilhena – 436 6. Brasília – 312 7. CENE – 107 8. São Raimundo-RR – 0 |

## Classificação geral
| Pos | Times                | Pts | J | V | E | D | GP | GC | SG | Classificação ou eliminação     |
| --- | -------------------- | --- | - | - | - | - | -- | -- | -- | ------------------------------- |
| 1   | Cuiabá               | 17  | 8 | 5 | 2 | 1 | 13 | 7  | 6  | Finalistas                      |
| 2   | Remo                 | 18  | 8 | 6 | 0 | 2 | 15 | 10 | 5  | Finalistas                      |
| 3   | Paysandu             | 11  | 6 | 3 | 2 | 1 | 10 | 5  | 5  | Eliminados nas semifinais       |
| 4   | Luverdense           | 10  | 6 | 3 | 1 | 2 | 7  | 6  | +1 | Eliminados nas semifinais       |
| 5   | Brasília             | 6   | 4 | 2 | 0 | 2 | 6  | 4  | +2 | Eliminados nas quartas de final |
| 6   | Princesa do Solimões | 6   | 4 | 2 | 0 | 2 | 6  | 4  | +2 | Eliminados nas quartas de final |
| 7   | Nacional-AM          | 5   | 4 | 1 | 2 | 1 | 4  | 6  | –2 | Eliminados nas quartas de final |
| 8   | Estrela do Norte     | 3   | 4 | 0 | 3 | 1 | 3  | 4  | –1 | Eliminados nas quartas de final |
| 9   | Independente-PA      | 3   | 2 | 1 | 0 | 1 | 2  | 4  | –2 | Eliminados nas oitavas de final |
| 10  | Luziânia             | 2   | 2 | 0 | 2 | 0 | 2  | 2  | 0  | Eliminados nas oitavas de final |
| 11  | Vilhena              | 1   | 2 | 0 | 1 | 1 | 1  | 2  | –1 | Eliminados nas oitavas de final |
| 12  | Santos-AP            | 1   | 2 | 0 | 1 | 1 | 1  | 3  | –2 | Eliminados nas oitavas de final |
| 13  | Tocantinópolis       | 0   | 2 | 0 | 0 | 2 | 3  | 5  | –2 | Eliminados nas oitavas de final |
| 14  | CENE                 | 0   | 2 | 0 | 0 | 2 | 1  | 4  | –3 | Eliminados nas oitavas de final |
| 15  | Rio Branco-AC        | 0   | 2 | 0 | 0 | 2 | 0  | 4  | –4 | Eliminados nas oitavas de final |
| 15  | São Raimundo-RR      | 0   | 2 | 0 | 0 | 2 | 0  | 4  | –4 | Eliminados nas oitavas de final |

## Artilharia
| Gols        | Jogador          | Time                           |
| ----------- | ---------------- | ------------------------------ |
| 8           | Raphael Luz      | Cuiabá                         |
| 3           | Bruno Veiga      | Paysandu                       |
| 3           | Nino Guerreiro   | Cuiabá                         |
| 2           | Alberto          | Remo                           |
| 2           | Bruno Morais     | Brasília                       |
| 2           | Carlinhos        | Paysandu                       |
| 2           | Douglas          | Independente-PA                |
| 2           | Eydison          | Luverdense                     |
| 2           | Gilson Cajamanga | Princesa do Solimões           |
| 2           | Héverton         | Brasília                       |
| 2           | Lukian           | Luverdense                     |
| 2           | Rafael Paty      | Remo                           |
| 2           | Rodrigo Carmo    | Estrela do Norte               |
| 2           | Roni             | Remo                           |
| 2           | Val Barreto      | Remo                           |
| 2           | Yago Pikachu     | Paysandu                       |
| 1           | 33 jogadores     | 33 jogadores                   |
| Gols Contra |                  |                                |
| 1           | Deurick          | Princesa do Solimões para Remo |